# Eugène Fromentin
Pour les articles homonymes, voir Fromentin.
Eugène Samuel Auguste Fromentin, né le 24 octobre 1820 à La Rochelle (Charente-Maritime), où il est mort le 27 août 1876, est un peintre et un écrivain français.
Il est un des représentants majeurs de la peinture orientaliste.

## Biographie
Eugène Fromentin est le fils de Pierre-Samuel-Toussaint Fromentin-Dupeux (1786-1867), médecin et peintre amateur, et de Françoise-Jenny Billotte (1797-1867). La famille réside dans l’hôtel particulier du 9 rue Dupaty à La Rochelle. 
Après une brillante scolarité à La Rochelle, Eugène Fromentin se rend en novembre 1839 à Paris où il obtient une licence en droit au début de l'année 1843. Son père lui donne alors l'autorisation d'entrer dans l'atelier du peintre Jean-Charles Rémond qu'il quitte bientôt pour celui du paysagiste Louis-Nicolas Cabat.
En 1846, à l'insu de sa famille, il visite l'Algérie avec deux amis et peut ainsi remplir ses carnets de croquis des paysages et des habitants de l'Afrique du Nord, s'inscrivant en cela dans le mouvement de l'orientalisme. Comme Théophile Gautier, il avait été fasciné par les envois de Prosper Marilhat au Salon de Paris de 1844.
Fromentin envoie trois tableaux au Salon de 1847, admis à l'unanimité : Ferme aux environs de La Rochelle, Mosquée près d'Alger et les Gorges de la Chiffa, puis cinq tableaux au Salon de 1849, dont une deuxième version des Femmes d'Alger. Il obtint alors une récompense de deuxième classe. Fromentin expose onze tableaux au Salon de 1850, ainsi qu'en 1857, puis y participe régulièrement entre 1859 (année de sa médaille de 1re classe) et 1869, ainsi qu'en 1872 et 1876.
Fin 1852, il effectua avec Marie Cavellet de Beaumont, épousée le 18 mai de la même année, le deuxième de ses trois voyages en Algérie : une mission archéologique lui fournit l'occasion d'approfondir son étude minutieuse des paysages et des mœurs algériennes. Ses notes lui permettent, à son retour, de donner à ses tableaux une exactitude réaliste. D'un certain point de vue, ses travaux ont été tout autant une contribution à l'ethnologie que de pures œuvres d'art.
En 1854, paraît dans la Revue de Paris de juin à décembre son récit de voyage Un été dans le Sahara, ce qui le fait élire membre correspondant de l'Académie des belles-lettres, sciences et arts de La Rochelle. En 1856, encouragé par les critiques élogieuses, il entreprend la rédaction d'Une année dans le Sahel que publie d'abord L'Artiste en intitulant sa première partie « Alger, fragments d'un journal de voyage » en 1857. La Revue des deux Mondes reprend la publication de novembre à décembre 1858 sous le titre Une année dans le Sahel, journal d'un absent.
Inspiré par le grand amour impossible de son adolescence pour une voisine mariée, Dominique, publié pour la première fois dans la Revue des Deux Mondes du 15 avril au 15 mai 1862 et dédicacé à George Sand, est, parmi les romans autobiographiques de son siècle, l'un des plus remarquables. Fromentin, qui ne se conçoit pas comme écrivain, ne publiera aucun autre ouvrage.
Il présente cependant sa candidature à l'Académie française, mais y échoue le 8 juin 1876 par 12 voix contre 21 à Charles Blanc. Après une maladie de quelques jours, il meurt dans sa maison de campagne, à Saint-Maurice, faubourg de La Rochelle, le 27 août de cette même année.
Il repose au cimetière de Saint-Maurice, à proximité de sa famille et non loin de Jenny Léocadie Chessé épouse Béraud (1817-1844), la jeune femme qui lui a inspiré Dominique.

Œuvres d'Eugène Fromentin
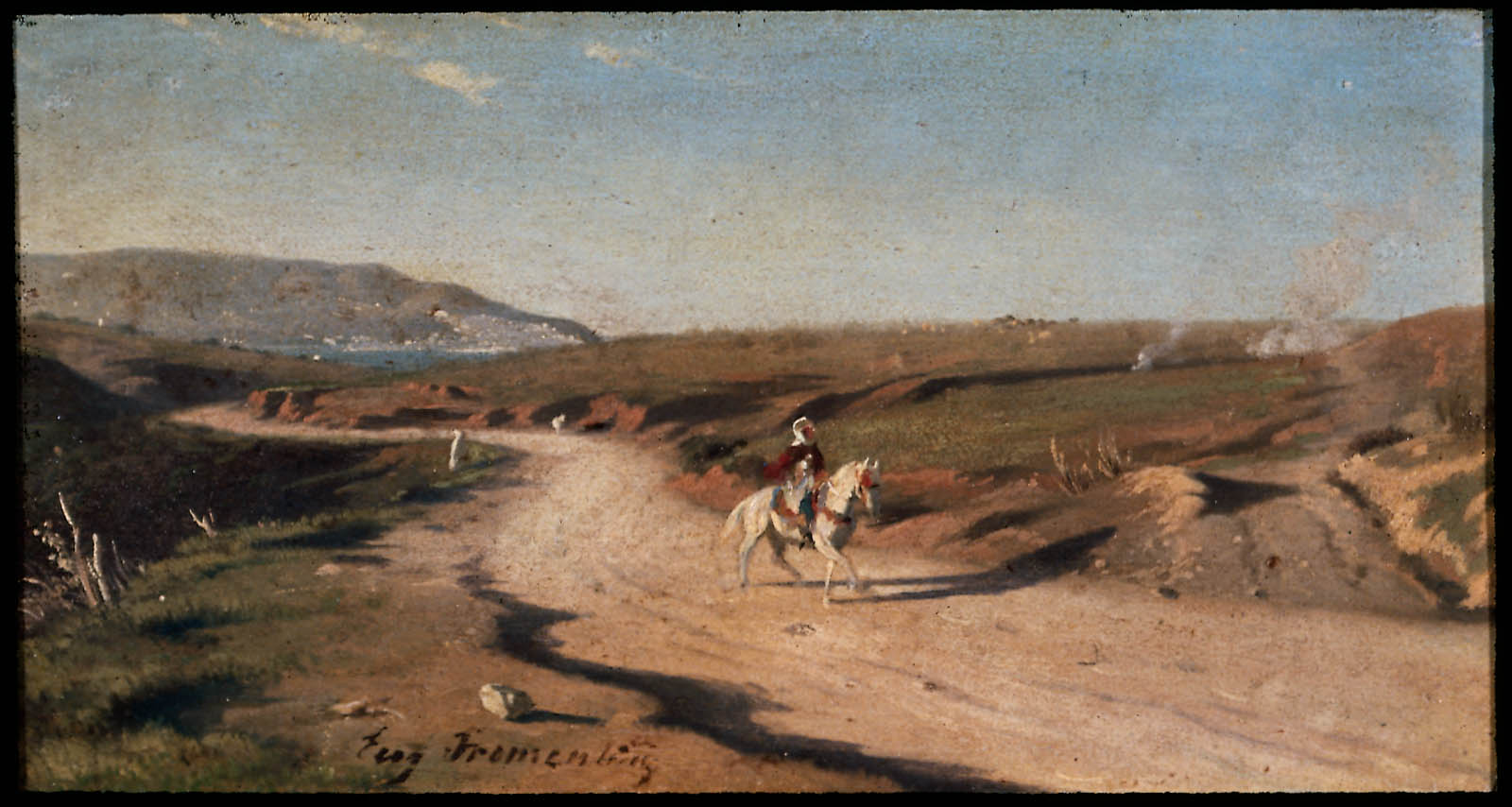
Paysage nord-africain (vers 1847-1848), Boston, musée des Beaux-Arts.
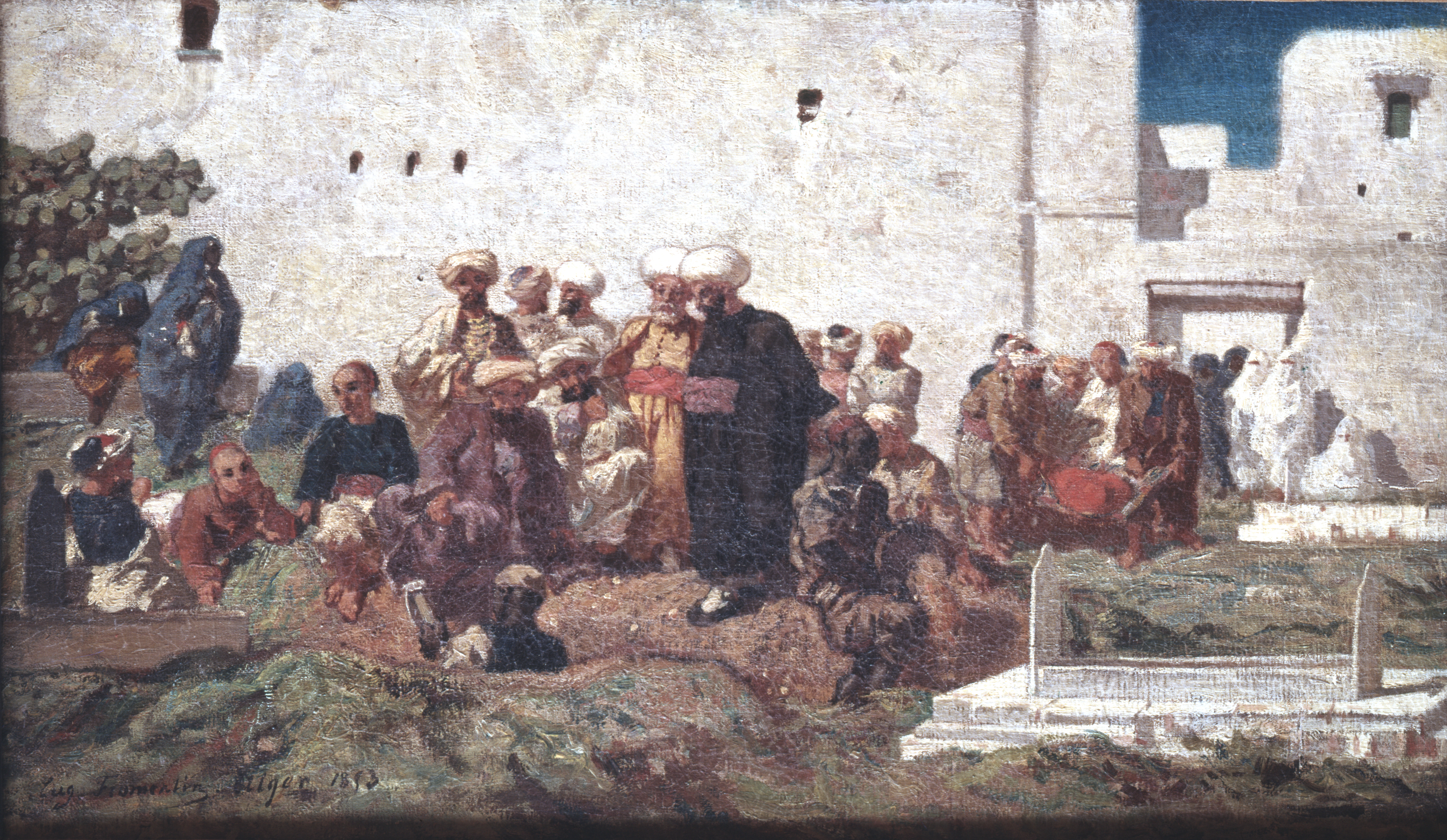
Enterrement maure (1853), Paris, musée du Louvre.
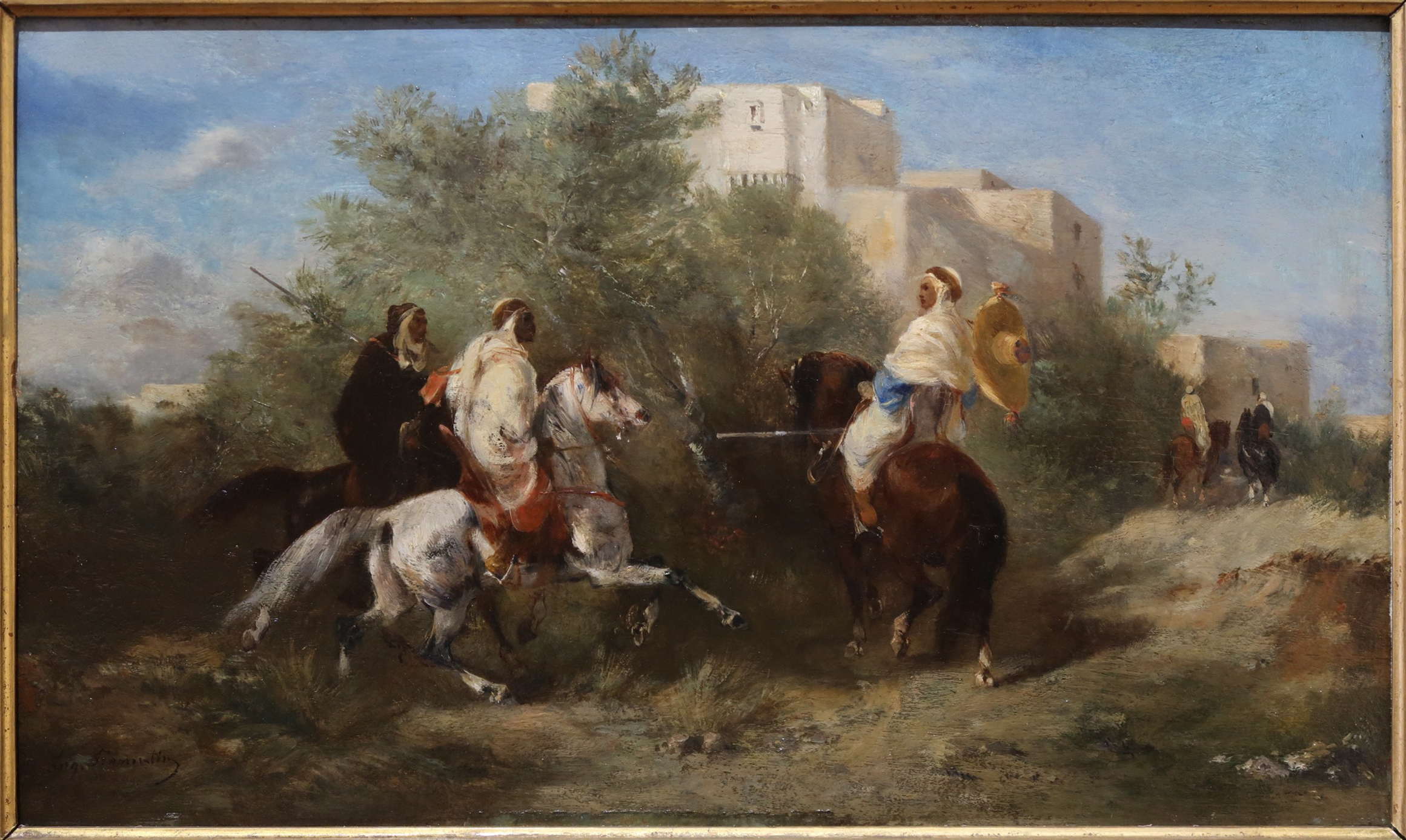
Cavaliers arabes, ou La rencontre (vers 1857), musée des Beaux-Arts de La Rochelle.
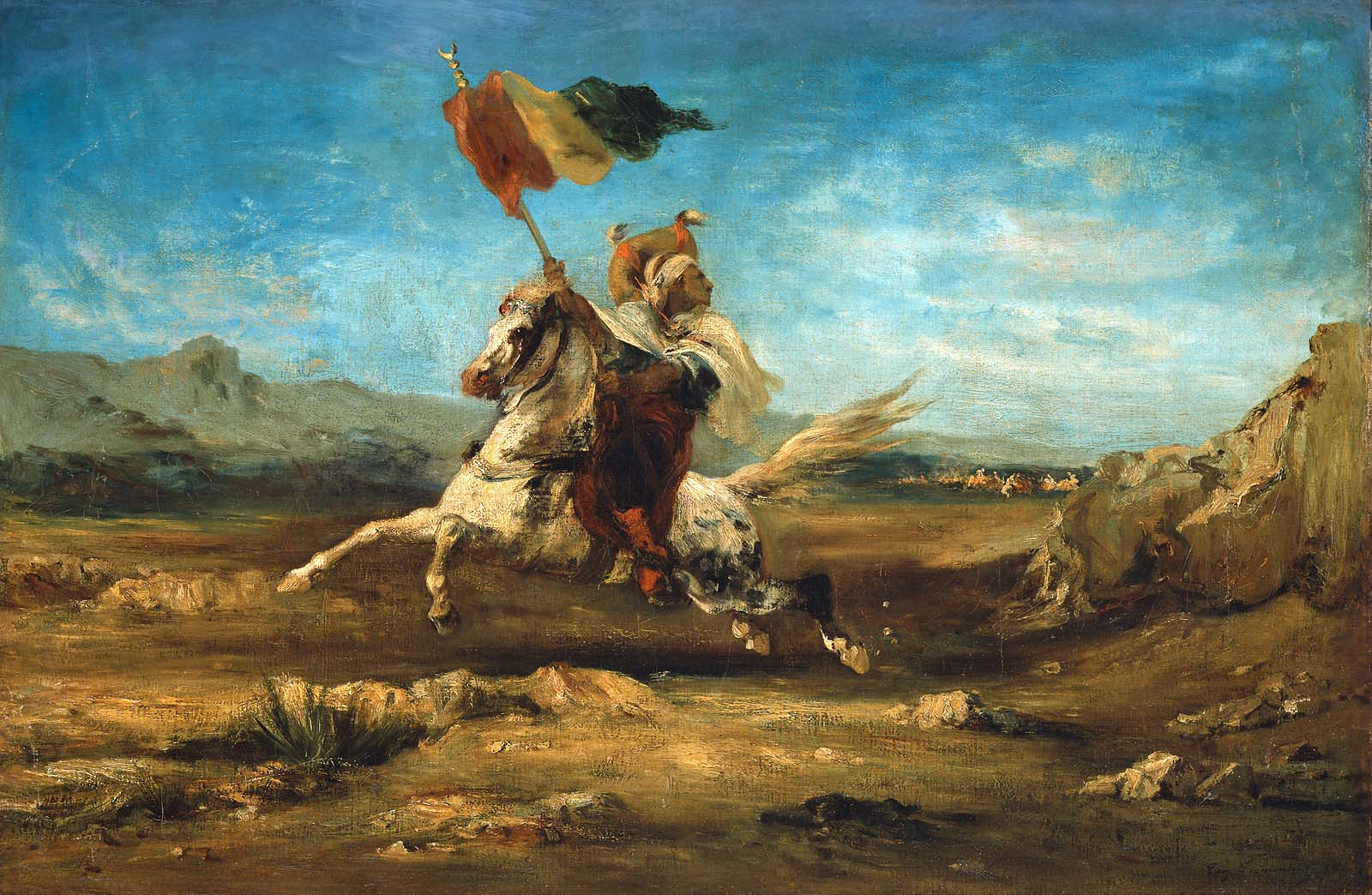
Porte-drapeau (vers 1860-1865), Boston, musée des Beaux-Arts.
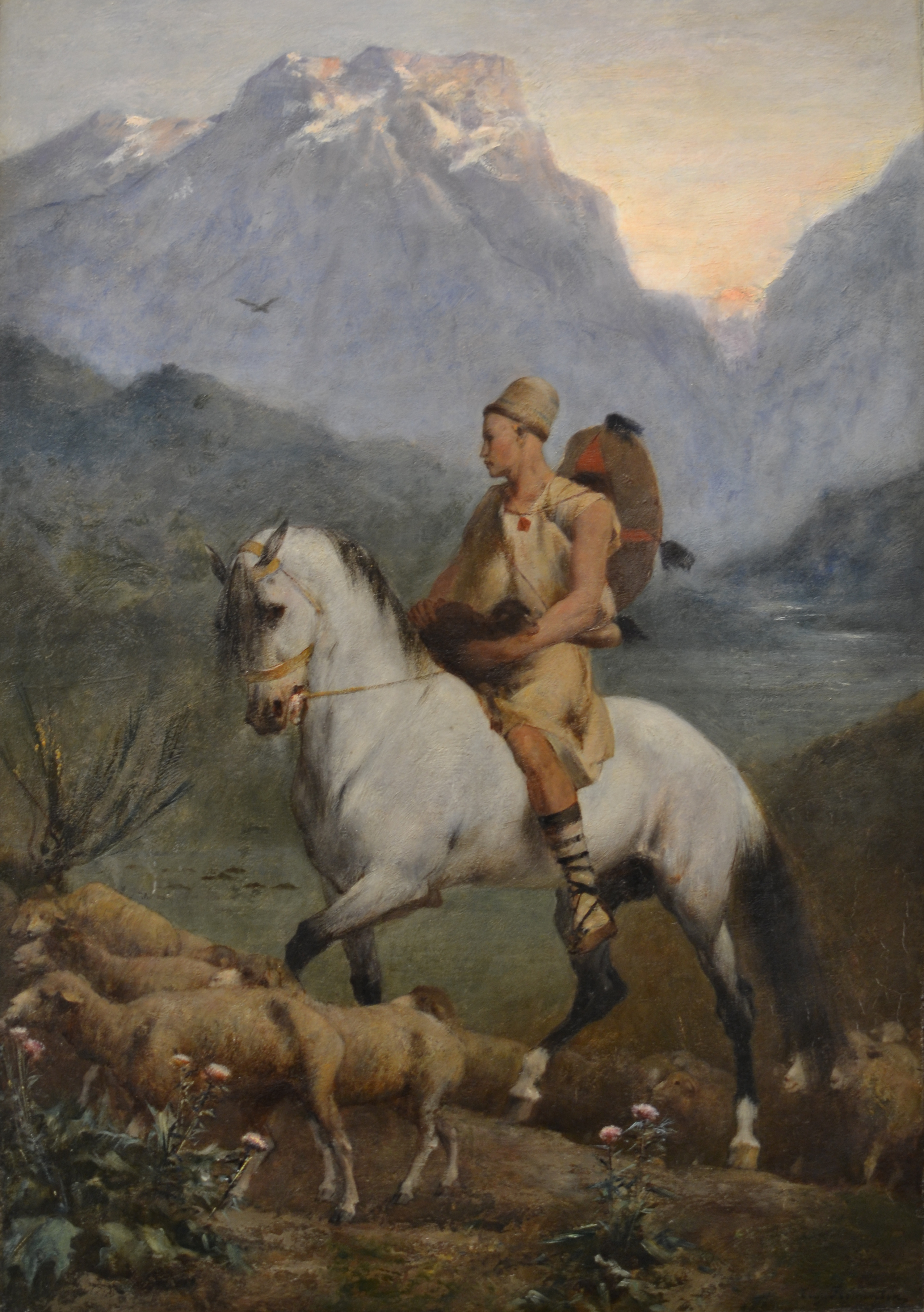
Berger kabyle (1861), Philadelphie, Philadelphia Museum of Art.
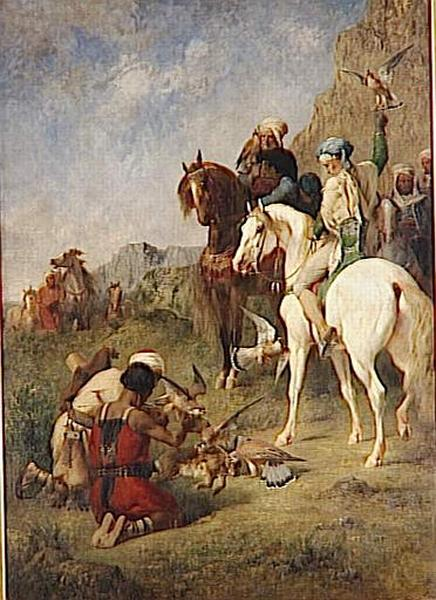
Chasse au faucon en Algérie. La curée (vers 1863), Paris, musée d'Orsay.
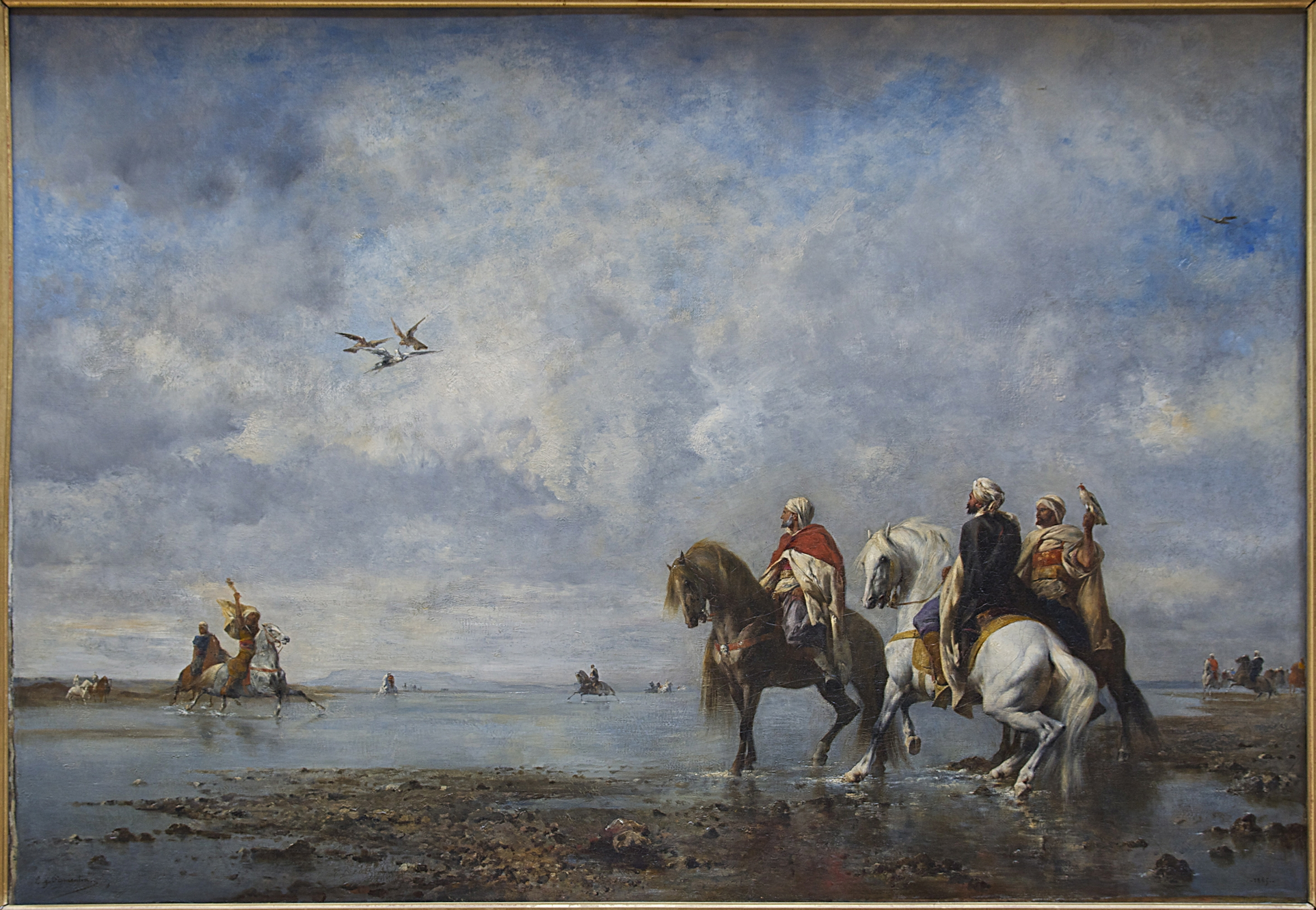
La Chasse au héron (Algérie) (1865), Chantilly, musée Condé.
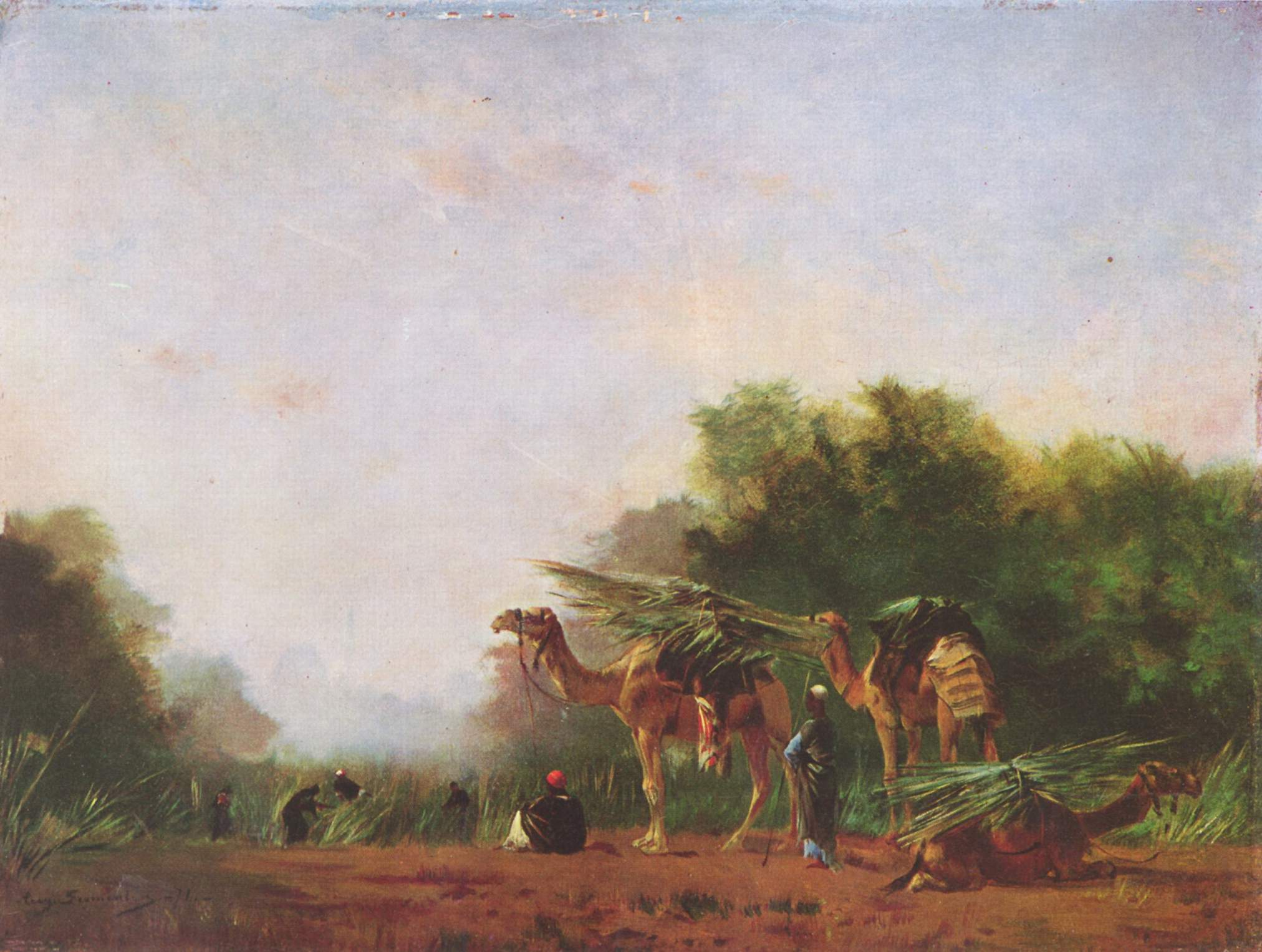
Arabes (1871), musée des Beaux-Arts de Budapest.
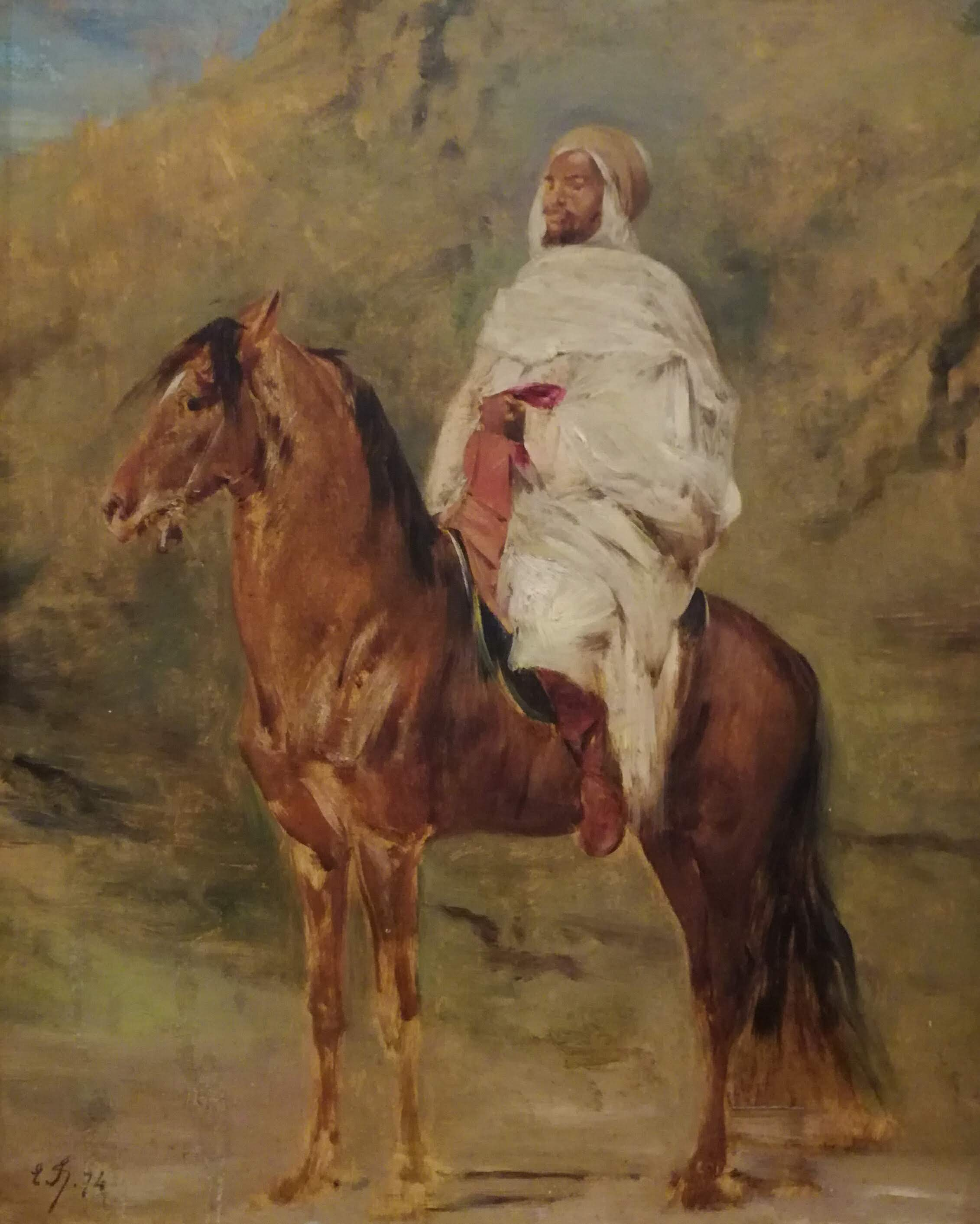
Cavalier (1874), musée national des Beaux-Arts d'Alger.
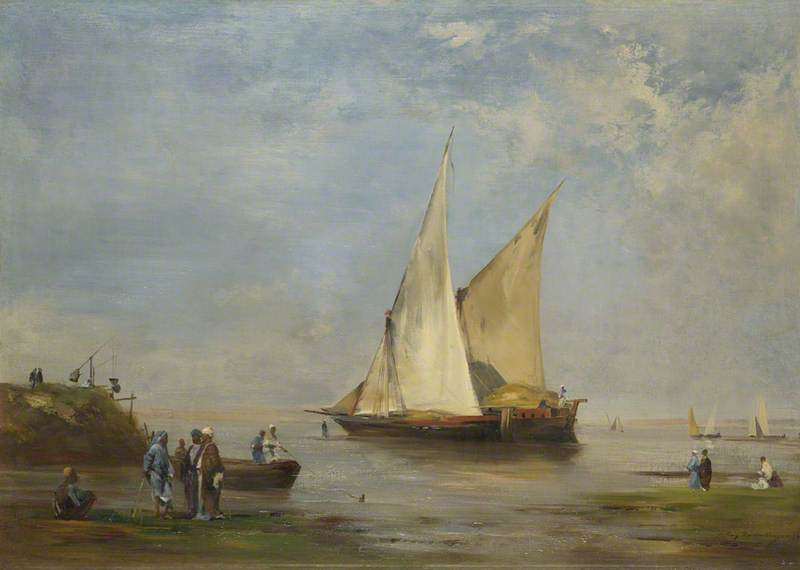
Les Rives du Nil (1874), Londres, National Gallery.
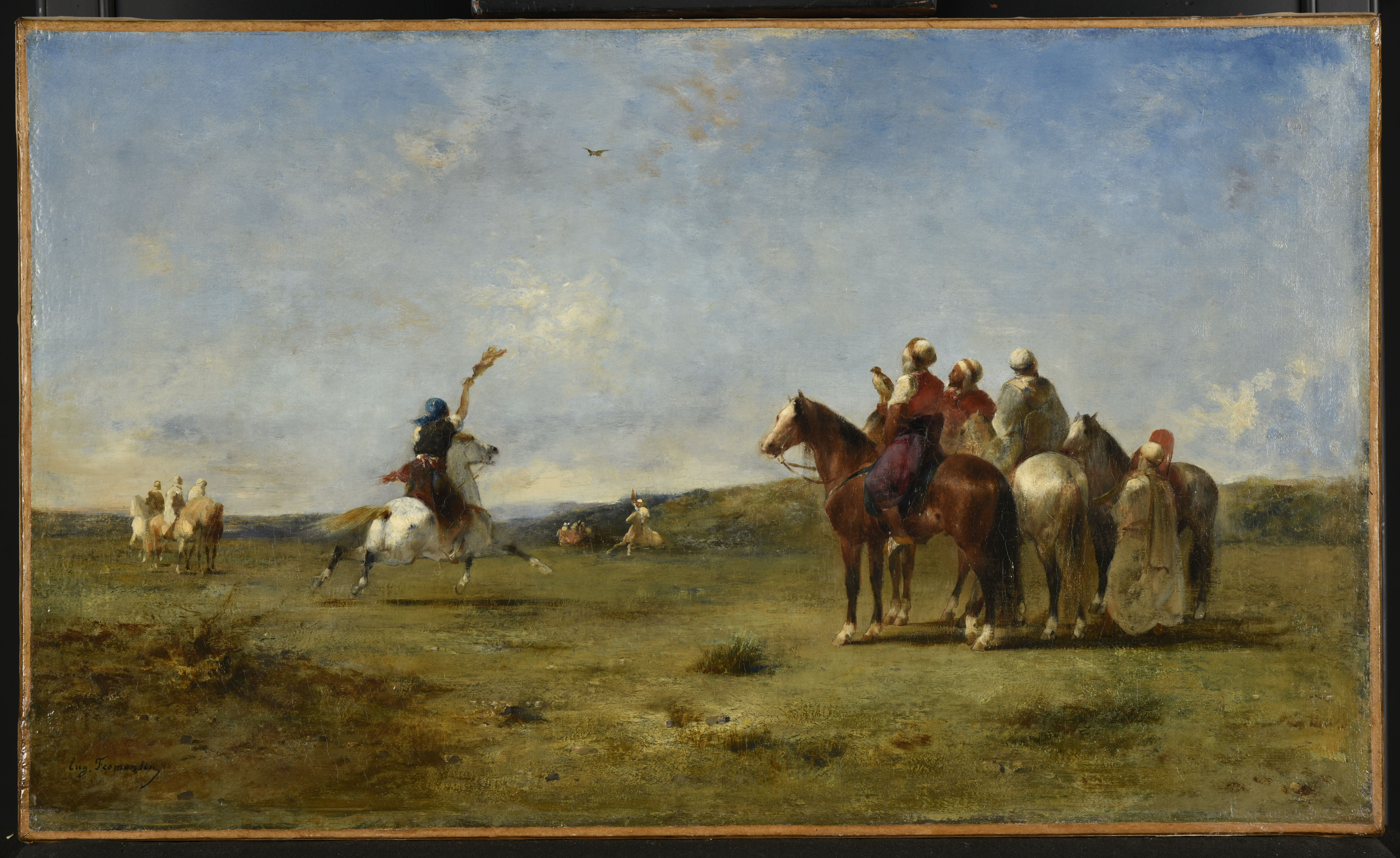
Arabes chassant le faucon, musée des Beaux-Arts de Reims

## Œuvre

### Peinture

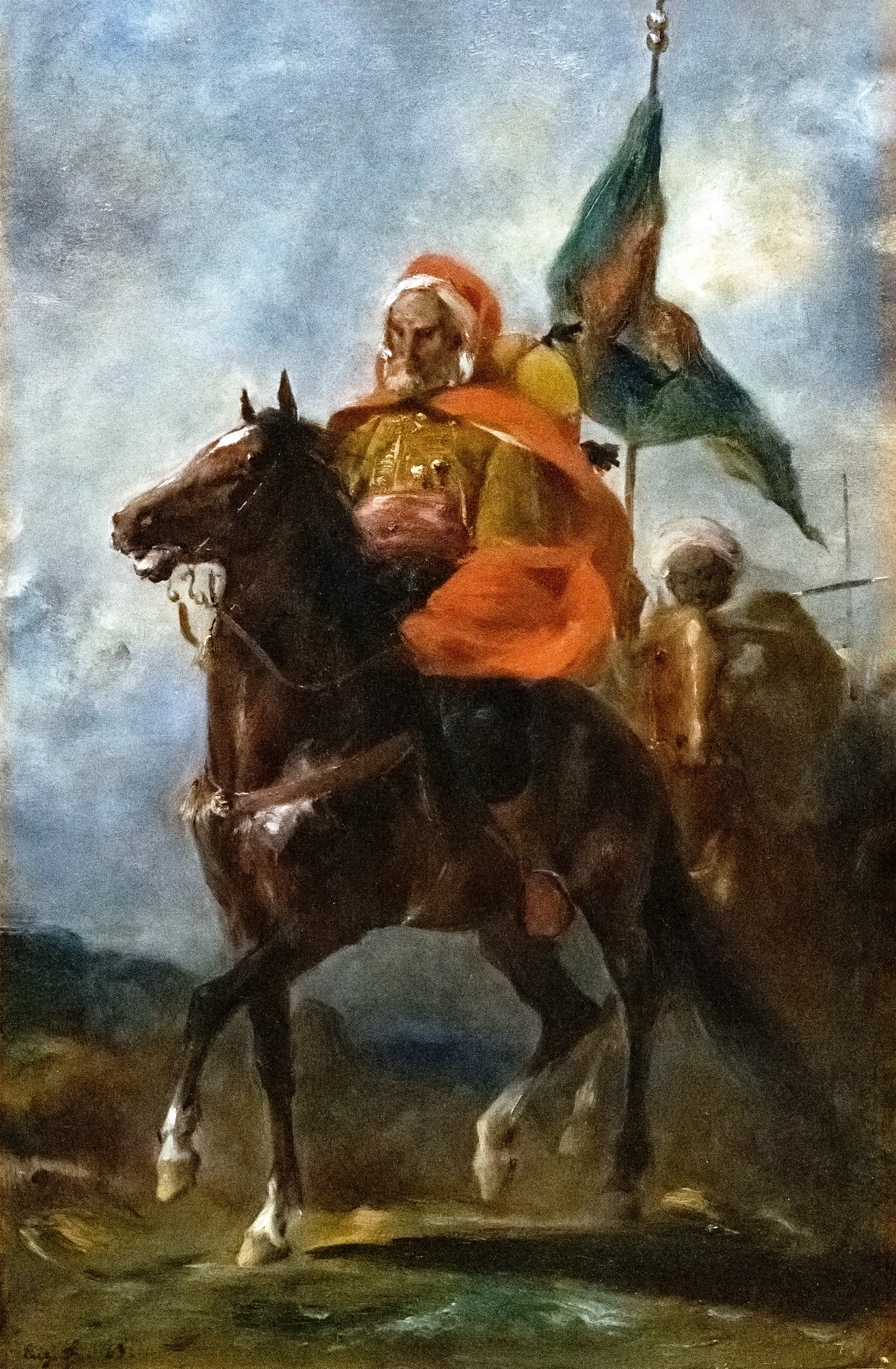
Le chef arabe (Algèrie) 1863, Musée des Beaux-Arts de Narbonne.

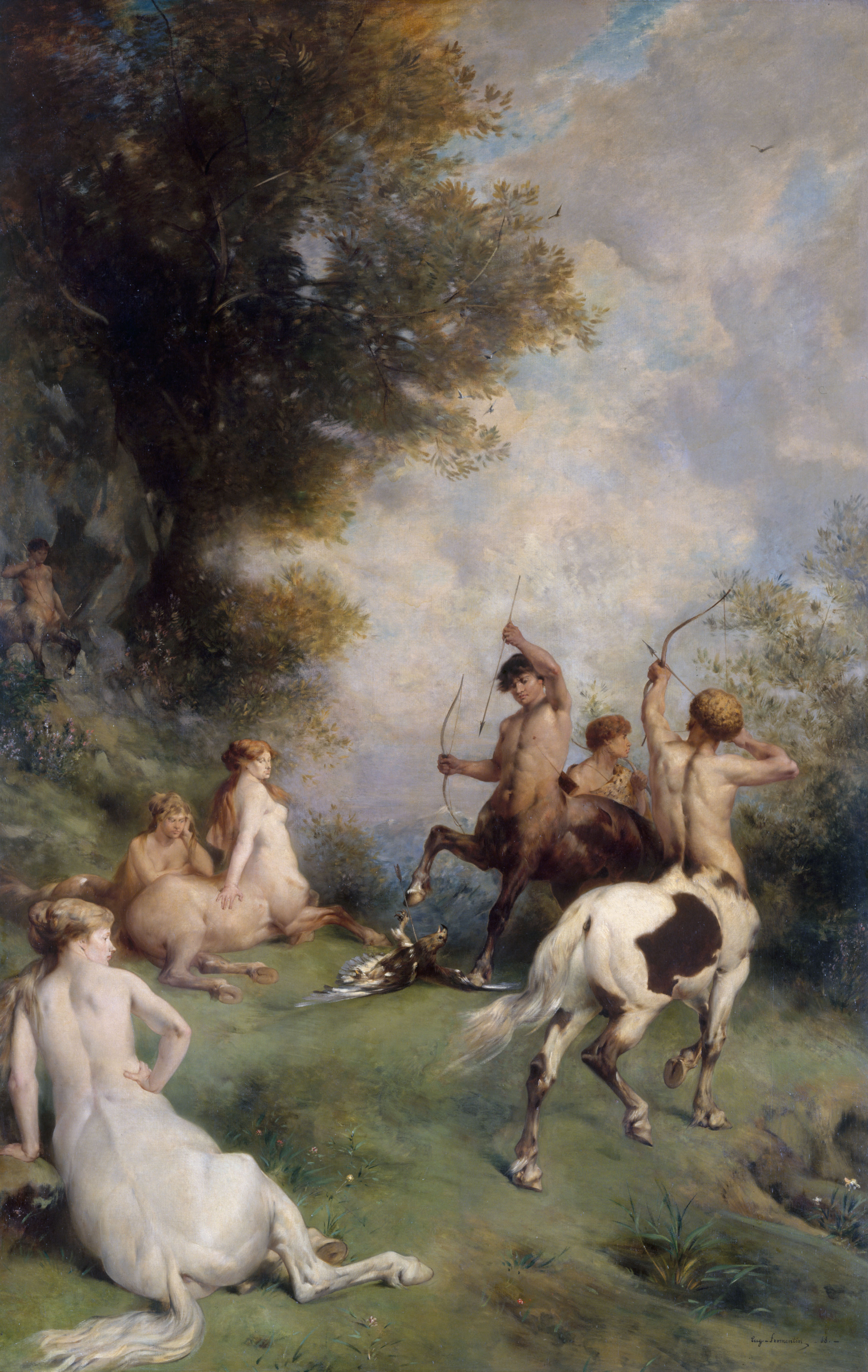
Centaures (1868), Paris, Petit Palais.

- Chasse à la gazelle dans le Hodna, 1856, musée d'Arts de Nantes[3].
- Départ pour la chasse, 1857, musée des Beaux-Arts de La Rochelle.
- Une rue à El-Aghouat, 1859, musée de la Chartreuse de Douai.
- Chasse au faucon, 1862, huile sur toile, Paris, musée du Louvre.
- Le chef arabe (Algèrie), 1863, huile sur toile, 60 × 26 cm, Musée des Beaux-Arts de Narbonne [4].
- Chasse au faucon en Algérie. La curée, vers 1863, huile sur toile, 162 × 118 cm, Paris, musée d'Orsay[5].
- La Chasse aux gazelles, 1864, musée des Beaux-Arts de La Rochelle.
- Chasse au héron, 1865, huile sur toile, Chantilly, musée Condé.
- La Caravane, vers 1865, huile sur bois, 26 × 44 cm, musée des Beaux-Arts de Reims[6].
- Centaures, 1868, Paris, Petit Palais.
- Le Pays de la soif, vers 1869, huile sur toile, 103 × 143 cm, musée d'Orsay[7].
- Halte des cavaliers arabes dans la plaine, 1870, huile sur toile, Paris, musée d'Orsay.
- Souvenir d'Ezneh, dit aussi Femmes égyptiennes au bord du Nil, 1876, huile sur toile, 120 × 105 cm, Paris, musée d'Orsay[8].
- La Caravane, vers 1865, huile sur bois, 26 x 44.4 cm, Reims, musée des Beaux-Arts[9]

Dates non documentées
- Le Repos des chameaux, huile sur toile, 28,5 × 51 cm, musée des Beaux-Arts de Brest[10].
- Paysage de Laghouat, musée national Zabana d'Oran.
- Arabes chassant le faucon, huile sur toile, 37 × 61 cm, Reims, musée  des Beaux-Arts[11].

### Littérature
- Visites artistiques, 1852.
- Simples Pèlerinages, 1856.
- Un été dans le Sahara, Michel-Lévy, Paris, 1857.
- Une année dans le Sahel, Bureau de la Revue des Deux Mondes, Paris, 1858.
- Voyage en Égypte, 1869 ; réédité en 1935 par Jean-Marie Carré.
- Dominique, Revue des Deux Mondes 1862 ; Hachette 1863.
- Les Maîtres d'autrefois, 1876.  — Étude sur la peinture flamande et hollandaise.
- Correspondance, 1839-1876, 2 vol, Paris, B. Wright (éd.), CNRS, 1995.

## Élèves
- Victor Huguet
- Ferdinand Humbert
- Hippolyte Noël
- Henri-Léopold Lévy

## Hommages

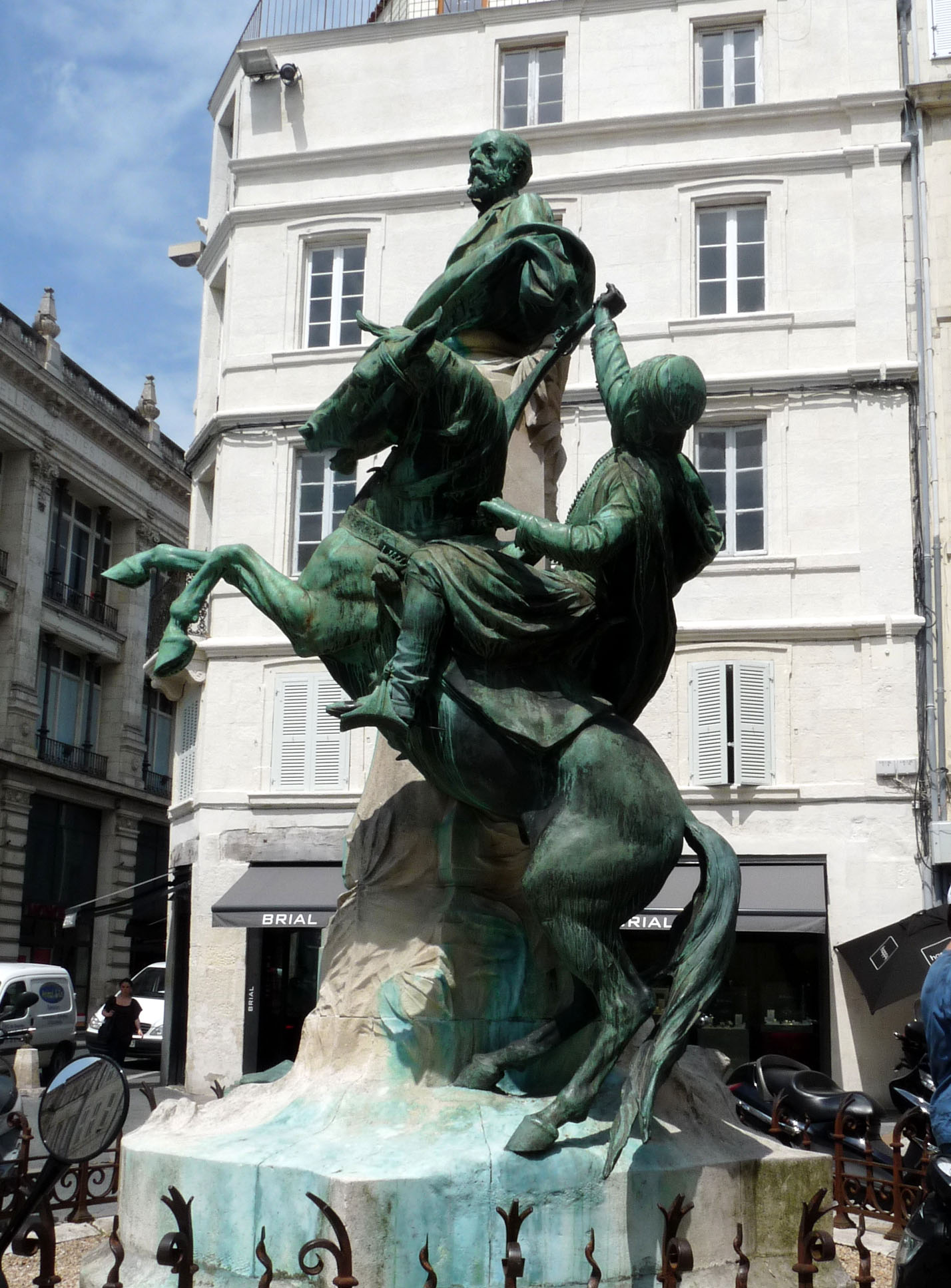
Ernest Henri Dubois, Monument à Eugène Fromentin (1905), La Rochelle, place des Petits-Bancs.

- Un Monument à Eugène Fromentin est érigé en 1905 par Ernest Henri Dubois sur la place des Petits-Bancs à La Rochelle.
- L'ancien lycée de garçons de La Rochelle, devenu collège, porte son nom.
- L'actuel lycée Bouammama d'Alger (anciennement lycée Descartes), a également porté son nom.
- L'administration postale française a émis un timbre à son effigie en 1976[12].